# Видовден
Видовден е всенароден празник в Сърбия и най-вече в източната част на страната – Расинско, включително и в Западните покрайнини. В България се чества най-вече в западните райони на Годечко, Трънско и Брезнишко. Отбелязва се на 15 юни по стар стил или на 28 юни по нов стил.

## В Сърбия и България
Религиозната същност на празника не е добре позната. Според народно поверие празникът е в чест на Вида, сестра на двамата светци (наричани „градушкари“) Вартоломей и Елисей. Отбелязва се за предпазване от градушки. Ето защо е прието, че на този ден не трябва да се работи, за да не се разгневят градушкарите.
Според други поверия това е денят на Видьо, или Видо – езическо божество измежду 4-мата градушкари – Герман, Вартоломей, Лисе и Видо.
Народното вярване, че градушките идват като възмездие за грехове, е довело до представата, че на Видовден ще излязат наяве всички сторени злини. Оттам е и предупреждението: „Всяка коза за свой крак, но като дойде Видовден, ще видим!“
На празника хората стават рано, за да видят как изгрява Слънцето. Вярва се, че това ще ги направи здрави и весели. Видовден е свързан и с култа към Слънцето.
Според други празникът е посветен на Свети Вит. Светецът е живял в края на 3 век и началото на 4 век. Той е покровител на актьорите, танцьорите, кучетата, болните от епилепсия, пазител на хората от отровни змии, гръмотевици и градушки. Свети Вит е покровител също и на Прага (Чехия), както и на областта Саксония (Германия). Смята се, че именно саксонските миньори (наричани саси) са донесли почитта към светеца в тази част на Балканите.
Ден, в който ще се направи равносметка и ще се потърси отговорност, разплата.  В по-друг смисъл: „Ще видите!“, „Ще видим!“, както и също „Ще дойде Видовден!“.

## Видовден за Сърбия
В Сърбия се смята, че на този ден са се случили и ще се случват най-значими за историята на страната събития.

### Косовска битка
На 15 юни 1389 г. в местността Газиместан (Косово) се разиграва Косовската битка между войските на Мурад I и обединени (основно сръбски) сили под егидата на новия крал (преди бан) Твърдко I, предвождани от княз Лазар.
Денят и битката са дълбоко вкоренени в националното съзнание на сърбите под натиска на Великосръбската доктрина. По същество те представляват фундаментът на великосръбската митология.
Мурад I, посъветван от българския цар Иван Срацимир, преминава по време на втория голям поход на османските войски към сръбските земи през Велбъждското деспотство. Константин Драгаш и Крали Марко (османски васали след Чирменската битка през 1371 г.) му оказват подкрепа, насочвайки османците към вътрешността на тогавашните сръбски владения на княз Лазар. Според някои автори те изпращат свои сили, а според други участват и в битката на страната на Мурад I.
Милош Обилич (единият от Лазаровите зетьове – другият е подозираният в предателство Вук Бранкович), предчувствайки изхода от боя, рано сутринта на 15 юни 1389 г. се промъква при султана, явно имайки предварителни уговорки с османците (тъй като е безпрепятствено допуснат до покоите на пълководеца). Изненадващо той убива Мурад I, целейки ефекта на изненадата с неизбежното объркване в противниковия лагер, при което везните и окончателната развръзка от предстоящото сражение да се наклонят в полза на сърбите. Според други източници Милош Обилич е легендарна личност, а Мурад става жертва на сръбски воин, който се е притаил като убит на бойното поле.
След убийството на Мурад I (син на византийската принцеса Елена) Милош Обилич е незабавно посечен от еничарите в османския стан. Независимо от това сръбските сили не успяват да постигнат победа в битката, като дори губят своя предводител княз Лазар. След поражението възстановяването на Душановата империя под сръбска доминанта се превръща във фикция. 
С подобен похват (атакувайки със сръбските наемници при сключено примирие) сърбите успяват да спечелят 49 години по-рано Велбъждската битка, ранявайки смъртоносно Михаил Шишман.

### Други събития
- 1389: Косовската битка.
- 1914: атентатът в Сараево слага началото на Първата световна война.
- 1919: Версайският договор слага края на Първата световна война.
- 1921: крал Александър I Караджорджевич провъзгласява Видовденската конституция на Кралството на сърби, хървати и словенци.
- 1948: разрив между Социалистическа Югославия и Съветския съюз.
- 1989: на Газиместан Слободан Милошевич произнася прословутата си реч по случай 600-годишнината от Косовската битка, като заявява, че никога повече сърбите няма да бъдат унижавани.
- 1990: приета е Конституцията на Хърватия, която не признава сърбите за държавотворен народ в Хърватия.
- 2001: Слободан Милошевич е предаден на Хагския трибунал.
- 2006: Черна гора е приета в Организацията на обединените нации.
- 2008: влиза в сила Косовската конституция.